# 日本ユースホステル協会
一般財団法人日本ユースホステル協会（にほんユースホステルきょうかい、英: Japan Youth Hostels, Inc.）は、1951年10月26日に設立され、1954年8月に国際ユースホステル連盟（IYHF）に加盟した後、1956年7月9日に財団法人化、2013年に一般財団法人に移行した、ユースホステル施設の設置及び運営、ホステリングコースの選定、ホステリングの企画及びの実施、ホステリング指導者の養成、国際ユースホステル連盟及び外国の同一目的を有する団体との連絡及び提携、機関紙やパンフレットの刊行、ホステリングに必要な用具の研究及び改良及び斡旋を推進している法人である。旧主務官庁は、文部科学省スポーツ青少年局スポーツ振興課。便宜上、日本のユースホステルについてもこの項目にて述べる。

## 支部協会一覧
- 一般財団法人北海道ユースホステル協会

1955年1月26日設立（27日設立と記載する文献もあり。）。財団法人としての認可年月日は1979年1月1日。
- 青森県ユースホステル協会

1961年1月28日設立。2008年5月解散。
- 岩手県ユースホステル協会

1961年9月17日設立。2013年3月解散。
- 宮城県ユースホステル協会

1960年3月6日設立。
- 東北ユースホステル協会

2017年5月設立。
- 秋田県ユースホステル協会

1962年1月14日設立。2012年12月解散。
- 山形県ユースホステル協会

1957年10月14日設立（1958年10月4日設立と記載する文献もあり。『日本ユース・ホステル運動30年史』では1957年10月15日設立と記載。）。2007年より現在まで活動休止中。
- 福島県ユースホステル協会

1955年6月7日設立。
- 茨城県ユースホステル協会

1960年4月17日設立。
- 栃木県ユースホステル協会

1962年5月1日設立。2020年10月解散。
- 群馬県ユースホステル協会

1959年9月20日設立。
- 一般財団法人埼玉県ユース・ホステル協会

1961年4月1日設立。財団法人としての認可年月日及び設立登記年月日は1971年4月8日。2007年中途より活動を休止。その後、諸般の事情により支部としての資格を取り消された。
- 一般財団法人千葉県ユースホステル協会

1960年12月8日設立。2018年9月解散。
- 千葉・房総ユースホステル協会

2019年1月設立。
- 一般財団法人東京都ユース・ホステル協会

1961年4月7日設立。財団法人としての認可年月日は『日本ユース・ホステル運動30年史』によると1962年12月22日。
- 財団法人神奈川県ユースホステル協会

1957年10月7日設立（『日本ユース・ホステル運動30年史』では1957年11月7日設立と記載。）。財団法人としての認可年月日は1971年1月11日。2011年3月31日解散。
- 山梨県ユースホステル協会

1959年4月24日設立（『日本ユース・ホステル運動30年史』では1959年5月9日設立と記載。）。2018年3月解散。
- 財団法人新潟県ユースホステル協会

1957年3月28日設立。財団法人としての認可年月日は1974年12月7日。
- 富山県ユースホステル協会

1960年7月16日設立。
- 特定非営利活動法人石川県ユースホステル協会

1958年10月18日設立。財団法人としての認可年月日は1974年7月22日、設立登記年月日は1974年9月2日。2013年11月に解散し、特定非営利活動法人に移行した。特定非営利活動法人としての設立認証年月日は2013年1月21日。旧称『財団法人石川県ユース・ホステル協会』。
- 福井県ユースホステル協会

1956年12月24日設立（『日本ユース・ホステル30年史』では1956年12月1日設立と記載。）。2014年3月解散。
- 長野県ユースホステル協会

1955年12月4日設立（5日設立と記載する文献もある。）。
- 特定非営利活動法人静岡県ユースホステル協会

1955年9月20日設立（12月9日設立と記載する文献もあり。）。特定非営利活動法人としての設立認証年月日は2010年3月24日。
- 岐阜県ユースホステル協会

1959年12月5日設立。2013年7月31日解散。
- 愛知ユースホステル協会

1955年5月25日設立（26日設立と記載する文献もあり。）。
- 三重県ユースホステル協会

1959年12月6日設立。『財団法人日本ユースホステル協会』契約のユースホステルとは別に協会で独自に指定したユースホステルが過去の一時期、存在した。
- 滋賀県ユースホステル協会

1956年11月11日設立。『財団法人日本ユースホステル協会』契約のユースホステルとは別に協会で独自に指定したユースホステルが過去の一時期、存在した。
- 一般財団法人京都ユースホステル協会

1956年5月27日設立。財団法人設立登記年月日は1968年2月12日。一般財団法人への登記移行年月日は2011年8月1日。旧称『京都ユース・ホステル協会』『財団法人京都ユース・ホステル協会』。
- 公益財団法人大阪ユースホステル協会

1957年4月27日設立。財団法人設立登記年月日は1968年4月1日。公益財団法人への登記移行年月日は2012年4月1日。旧称『財団法人大阪ユース・ホステル協会』。
- 兵庫県ユースホステル協会

1957年3月13日設立。『財団法人日本ユースホステル協会』契約のユースホステルとは別に協会で独自に指定したユースホステルが過去の一時期、存在した。
- 奈良県ユースホステル協会

1959年11月5日設立。2021年3月解散。
- 和歌山県ユースホステル協会

1959年5月17日設立（1958年10月25日設立と記載する文献もあり。『日本ユース・ホステル30年史』では1959年1月18日設立と記載。）。
- 鳥取県ユースホステル協会

1964年9月20日設立。2007年3月解散。
- 島根県ユースホステル協会

1962年3月6日設立（『日本ユース・ホステル運動30年史』では1962年3月5日設立と記載。）。2011年より現在まで活動休止中。
- 岡山県ユースホステル協会

1960年6月13日設立（『日本ユース・ホステル運動30年史』では1960年6月5日設立と記載。）。
- 広島県ユースホステル協会

1960年2月27日設立（『日本ユース・ホステル運動30年史』では1960年2月1日設立と記載。）。現在は活動休止中。
- 山口県ユースホステル協会

1962年12月15日設立（『日本ユース・ホステル運動20年史』による記載。『埼玉県ユース・ホステル30年史』では1962年12月25日設立と記載。）。現在は活動休止中。
- 徳島県ユースホステル協会

1960年7月9日設立（『日本ユース・ホステル運動30年史』では1960年7月2日設立と記載。）。
- 香川県ユースホステル協会

1960年5月28日設立。
- 愛媛県ユースホステル協会

1959年5月24日設立（1958年4月1日設立と記載する文献もあり。）。現在は活動休止中。
- 高知県ユースホステル協会

1967年3月10日設立。
- 福岡県ユースホステル協会

1961年6月3日設立。
- 佐賀県ユースホステル協会

1962年9月28日設立。活動を休止した後、2021年3月に解散。
- 長崎県ユースホステル協会

1960年6月20日設立（『日本ユース・ホステル運動20年史』による記載。『日本ユース・ホステル30年史』では1960年6月25日設立と記載。）。活動を休止した後、2021年3月に解散。
- 熊本県ユースホステル協会

1960年6月23日設立。2019年8月解散。
- 大分県ユースホステル協会

1963年5月1日設立。2021年3月解散。
- 宮崎県ユースホステル協会

1962年1月20日設立。2021年3月解散。
- 鹿児島県ユースホステル協会

1961年3月3日設立。2020年3月解散。
- 沖縄県ユースホステル協会

1961年12月13日設立。『財団法人日本ユースホステル協会』契約のユースホステルとは別に協会で独自に指定したユースホステルが過去の一時期、存在した。旧称『沖縄ユースホステル協会』。

## 日本のユースホステル
日本のユースホステルには『一般財団法人日本ユースホステル協会』が建設し直営するもの、ユースホステルの建設基準に従って民間の個人もしくは法人が建設し運営するもの、国庫補助を受けて地方公共団体が建設したもの（この場合、運営主体は都道府県市町村であったり、公社や協会や第3セクター等であったり、指定管理者であったり、『一般財団法人日本ユースホステル協会』または支部であったりとまちまちである。）、地方公共団体や地方公共団体関連団体所有の宿泊施設を契約したもの、個人の住宅を契約したもの、社寺の宿坊等を契約したもの、旅館等の全部または一部を契約したものの7種類がある。また、建設費用は『特殊法人日本自転車振興会』（現在の『公益財団法人JKA』。）からの補助を受けて賄ったもの、『車両記念財団』の助成を受けて賄ったもの、『特殊法人年金福祉事業団』（現在の『年金積立金管理運用独立行政法人』。）の融資を受けて賄ったものがある。宿泊料金は各ユースホステルによって違うが、概ね3,000円前後である。他の宿泊者との相部屋を前提としたドミトリースタイルが主流のユースホステルの他に、個室利用が基本のユースゲストハウスは室内トイレや洗面所などの施設が整っているが、一泊2食付きで5,000円から6,500円程度と割高になっている。

## ユースホステル一覧
2022年12月31日現在、日本には138のユースホステルがある（ただし、公営のユースホステルで休館しているものと広報除外ユースホステルは含めない。）。